# Institut de recherche de l'hôpital d'Ottawa
 (octobre 2024).
Si vous disposez d'ouvrages ou d'articles de référence ou si vous connaissez des sites web de qualité traitant du thème abordé ici, merci de compléter l'article en donnant les références utiles à sa vérifiabilité et en les liant à la section « Notes et références ».
L'Institut de recherche de l'hôpital d'Ottawa (IRHO) est un institut de recherche médical à but non lucratif. L'IRHO est affilié à l'Université d'Ottawa et effectue des recherches scientifiques pour L'Hôpital d'Ottawa dans ses efforts pour découvrir de nouvelles thérapies. 
La mission de l'IRHO est d'exceller dans la recherche, l'éducation et les soins innovants aux patients. 
La compagnie biopharmaceutique Jennerex (en) y mène ses activités de recherche, de développement et de fabrication. 
L’Institut de recherche de l’hôpital d’Ottawa (IRHO) possède des installations de recherche aux campus Civic, Général et Riverside de L’Hôpital d'Ottawa, ainsi qu’à la Faculté de médecine de l’Université d’Ottawa. La recherche fondamentale et clinique s'effectue dans des laboratoires spécialisés, possédant des équipements d’imagerie de pointe et de cytométrie en flux, ainsi qu'un laboratoire de pharmacocinétique clinique.
En février 2006, l'IRHO abritait environ 325 scientifiques et chercheurs cliniciens, 300 étudiants, chargés de recherche et boursiers postdoctoraux, et 625 employés et personnels administratifs.  
Les scientifiques de l'IRHO sont à l'œuvre sur un large éventail de questions dans six programmes de recherche : 
- traitements contre le cancer ;
- épidémiologie clinique ;
- hormones de croissance et de développement ;
- médecine moléculaire ;
- neurosciences ;
- vision.

Au sein de ces programmes, les chercheurs mènent des recherches dans des domaines tels que le sida, la maladie d'Alzheimer, le cancer, le diabète, les maladies cardiaques , la néphrologie, la sclérose en plaques, la dystrophie musculaire, l'obésité, la maladie de Parkinson, le dysfonction sexuelle, et l'accident vasculaire cérébral. Les chercheurs de l'Institut ciblent leurs recherches dans les innovations dans les soins aux patients impliquant l'utilisation des cellules souches, des pratiques dans les transfusions sanguines, l'imagerie médicale et l'étude sur les virus oncolytiques.